# Missègre
Missègre ist eine französische Gemeinde mit 64 Einwohnern (Stand: 1. Januar 2022) im Département Aude in der Region Okzitanien. Sie gehört zum Kanton La Haute-Vallée de l’Aude und zum Arrondissement Limoux. 

## Lage
Das Gemeindegebiet ist Teil des Regionalen Naturparks Corbières-Fenouillèdes.
Nachbargemeinden sind Saint-Polycarpe im Nordwesten, Belcastel-et-Buc im Norden, Villardebelle im Osten, Valmigère im Süden und Terroles im Westen.

## Bevölkerungsentwicklung

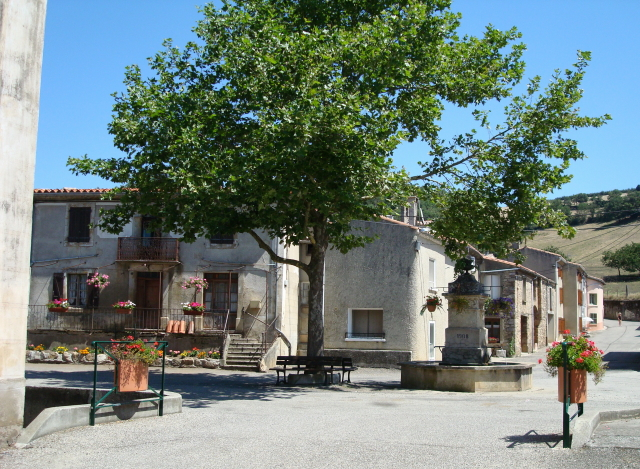
Ortszentrum

| Jahr      | 1962 | 1968 | 1975 | 1982 | 1990 | 1999 | 2007 | 2015 |
| --------- | ---- | ---- | ---- | ---- | ---- | ---- | ---- | ---- |
| Einwohner | 113  | 96   | 75   | 79   | 78   | 66   | 66   | 66   |